# Ruellia trachyphylla
Ruellia trachyphylla är en akantusväxtart som beskrevs av Gustav Lindau. Ruellia trachyphylla ingår i släktet Ruellia och familjen akantusväxter. Inga underarter finns listade i Catalogue of Life.